# Abhishek Bachchan
Abhishek Bachchan (en devánagari: अभिषेक बच्चन, Bombay, Maharashtra, 5 de febrero de 1976) es un actor destacado y cantante de playback indio galardonado con varios premios. Es esposo de Aishwarya Rai, e hijo del también actor Amitabh Bachchan y Jaya Bhaduri y nieto del célebre poeta Harivansh Rai Bachchan, adalid de la literatura hindi y urdu. El apellido de su padre es  Srivastav, pero fue su abuelo quien decidió usar Bachchan para su nombre artístico.

## Biografía

### Primeros años
Proviene de una familia de grandes artistas.

### Carrera
Aunque comenzó en 2000 con la película  Refugee, no se hizo popular como actor hasta 2004 gracias a su intervención en la película Yuva de Mani Ratnam, que le valió el  Filmfare Best Supporting Actor Award entre otros. Ese mismo año, protagonizó Dhoom, su primer gran éxito. En 2005, participó en otras cuatro películas taquilleras: Bunty Aur Babli, Sarkar, Dus y Bluffmaster. Ganó su segundo Filmfare Award como mejor actor con Sarkar y estuvo nominado por su actuación en Bunty Aur Babli. De 2006, cabe destacar su actuación en Kabhi Alvida Naa Kehna (2006). También participó en  Netru, Indru, Naalai, de Mani Ratnam y más producciones como Dhoom 2 y Umrao Jaan, que no funcionaron tan bien en taquilla.
En 2007, aparece en la película Gurú. y en Shootout at Lokhandwala. 

### Vida personal
Abhishek Bachchan  se comprometió con  Karisma Kapoor en octubre de 2002, pero la boda no tuvo lugar al romperse las relaciones con ella. Tras varios rumores sobre posibles relaciones con coprotagonistas de sus películas, hizo público su compromiso con Aishwarya Rai, el 14 de enero de 2007. El anuncio fue posteriormente confirmado por Amitabh Bachchan, y en efecto,  se casó el 20 de abril de 2007 siguiendo un rito de la comunidad but del sur de la India y más tarde por los ritos token y bengalí. El matrimonio tuvo lugar en privado en la residencia Bachchan en Juhu, Bombay.

## Premios y nominaciones

### Filmfare Awards
Ganador como mejor actor:
- 2005: Filmfare Best Supporting Actor Award por Yuva.
- 2006: Filmfare Best Supporting Actor Award por Sarkar'.
- 2007: Filmfare Best Supporting Actor Award por Kabhi Alvida Naa Kehna.

Nominado:
- 2000: Filmfare Best Debut Award por Refugee.
- 2003: Filmfare Best Supporting Actor Award por Main Prem Ki Diwani Hoon.
- 2004: Filmfare Best Villain Award por Yuva.
- 2005: Filmfare Best Actor Award por Bunty Aur Babli.

### IIFA
Ganador:
- 2005: IIFA Best Supporting Actor Award por Yuva.
- 2006: IIFA Best Supporting Actor Award por Sarkar.

Nominado:
- 2000: IIFA Awards, Best Upcoming Talent por Refugee.
- 2006: IIFA Best Supporting Actor Award por Kabhi Alvida Naa Kehna.

### Zee Cine Awards
Ganador
- 2005: Zee Cine Award Best Actor in a Supporting Role- Male por Phir Milenge.
- 2006: Zee Cine Award Best Actor in a Supporting Role- Male por Sarkar.
- 2007: Zee Cine Award Best Actor in a Supporting Role- Male por Kabhi Alvida Naa Kehna.

Nominado:
- 2000: Zee Cine Award Best Male Debut- Male por Refugee.
- 2004: Zee Cine Award for Best Actor in a Negative Role por Yuva.
- 2005: Zee Cine Award Best Actor- Male por Bunty Aur Babli.

### Star Screen Awards
Ganador:
- 2005: Star Screen Award Best Supporting Actor por Yuva.
- 2006: Star Screen Award Best Comedian por Bunty Aur Babli.
- 2006: Star Screen Award Jodi No. 1 con Rani Mukherjee por Bunty Aur Babli.

Nominado:
- 2000: Star Screen Award Most Promising Newcomer - Male por Refugee.

### Stardust Awards
Ganador:
- 2005: Stardust Star of the Year Award - Male por Yuva.
- 2007: Stardust Best Supporting Actor Award por Kabhi Alvida Naa Kehna.

### Bollywood Movie Awards
Ganador:
- 2005: Bollywood Movie Award - Best Villain -Yuva
- 2005: Bollywood Movie Award - Best Supporting Actor, Yuva
- 2006: Bollywood Movie Award - Best Comedian -Bunty Aur Babli

Nominado
- 2007: Bollywood Movie Award - Best Supporting Actor por Kabhi Alvida Naa Kehna.

### MTV Immies
Ganador
- 2005:Best Performance in a Song- male por Dus bahane

### Otros premios
- 2005: Apsara Award, Best Supporting Actor por Yuva.
- 2005: Sports World Award, Best Actor in a Supporting Role por Yuva.
- 2006: CNN-IBN Entertainer of the Year-2005 por Bunty Aur Babli, Sarkar, Dus and Bluffmaster.[16]
- 2007: Global Indian Film Awards, Best Supporting Actor por Kabhi Alvida Naa Kehna[17]

### Honores
Yash Bharati Samman, premio más importante del gobierno de Uttar Pradesh 
.

## Filmografía

### Films
| Año  | Película                              | Papel                    | Otros                                                                                    |
| ---- | ------------------------------------- | ------------------------ | ---------------------------------------------------------------------------------------- |
| 2000 | Refugee                               | Refugiado                | Nominado, Filmfare Best Debut Award                                                      |
| 2000 | Dhai Akshar Prem Ke                   | Karan Khanna             |                                                                                          |
| 2000 | Tera Jadoo Chal Gaya                  | Kabir Srivastav          |                                                                                          |
| 2001 | Bas Itna Sa Khwaab Hai                | Suraj Shrivastav         |                                                                                          |
| 2001 | Shararat                              | Rahul Khanna             |                                                                                          |
| 2002 | Haan Maine Bhi Pyaar Kiya             | Shiv Kapoor              |                                                                                          |
| 2002 | Desh                                  | Hijo de Suprabha         |                                                                                          |
| 2002 | Om Jai Jagadish                       | Jagadish Batra           |                                                                                          |
| 2003 | Main Prem Ki Diwani Hoon              | Prem Kumar               |                                                                                          |
| 2003 | Mumbai Se Aaya Mera Dost              | Kanji                    |                                                                                          |
| 2003 | Kuch Naa Kaho                         | Raj                      |                                                                                          |
| 2003 | LOC Kargil                            | Lt. Vikram Batra         |                                                                                          |
| 2003 | Zameen                                | ACP Jai                  |                                                                                          |
| 2004 | Rakht: What If You Can See the Future |                          | Invitado                                                                                 |
| 2004 | Run                                   | Siddharth                |                                                                                          |
| 2004 | Phir Milenge                          | Tarun Anand              |                                                                                          |
| 2004 | Yuva                                  | Lallan                   | Ganador del Filmfare Best Supporting Actor Award Nominado al Filmfare Best Villain Award |
| 2004 | Dhoom                                 | ACP Jai Dixit            |                                                                                          |
| 2004 | Naach                                 | Abhinav                  |                                                                                          |
| 2004 | Hum Tum                               | Sameer                   | Invitado                                                                                 |
| 2005 | Bunty Aur Babli                       | Rakesh/Bunty             | Nominado al Filmfare Best Actor Award                                                    |
| 2005 | Sarkar                                | Shankar Nagare           | Ganador del Filmfare Best Supporting Actor Award                                         |
| 2005 | Dus                                   | Shashank Dheer           |                                                                                          |
| 2005 | Antar Mahal                           | Vrij Bhushan             |                                                                                          |
| 2005 | Salaam Namaste                        | Dr. Vijay Kumar/Narrator | Aparición especial                                                                       |
| 2005 | Ek Ajnabee                            | Guardaespaldas deAnamika | Aparición especial                                                                       |
| 2005 | Home Delivery: Aapko... Ghar Tak      | Cliente de pizzería      | Aparición especial                                                                       |
| 2005 | Neal n' Nikki                         | Chico en bar             | Aparición especial                                                                       |
| 2005 | Bluffmaster                           | Roy                      |                                                                                          |
| 2006 | Alag                                  |                          | Aparición especial                                                                       |
| 2006 | Kabhi Alvida Naa Kehna                | Rishi Talwar             | Ganador del Filmfare Best Supporting Actor Award                                         |
| 2006 | Lage Raho Munna Bhai                  | Sunny                    | Aparición especial                                                                       |
| 2006 | Umrao Jaan                            | Nawab Sultan             |                                                                                          |
| 2006 | Dhoom 2                               | ACP Jai Dixit            |                                                                                          |
| 2007 | Gurú                                  | Gurukant Desai           |                                                                                          |
| 2007 | Shootout at Lokhandwala               | Abhishek Mahatre         |                                                                                          |
| 2007 | Jhoom Barabar Jhoom                   | Rikki Thukral            |                                                                                          |
| 2007 | Laaga Chunari Mein Daag               | Roman Varma              |                                                                                          |
| 2008 | Drona                                 | Aditya/Drona             |                                                                                          |
| 2008 | Sarkar Raj                            | Shankar Nagare           |                                                                                          |
| 2008 | Dostana                               | Sameer                   |                                                                                          |
| 2009 | Paa                                   | Amol Arte                |                                                                                          |
| 2009 | Delhi-6                               | Roshan Mehra             |                                                                                          |
| 2010 | Raavan                                | Beera                    |                                                                                          |
| 2010 | Khelein Hum Jee Jaan Sey              | Surya Sen                | Sale el 3 de diciembre de 2010                                                           |
| 2011 | Game                                  |                          |                                                                                          |
| 2011 | Dum Maro Dum                          |                          |                                                                                          |
| 2014 | Happy New Year                        |                          |                                                                                          |